# Viraat

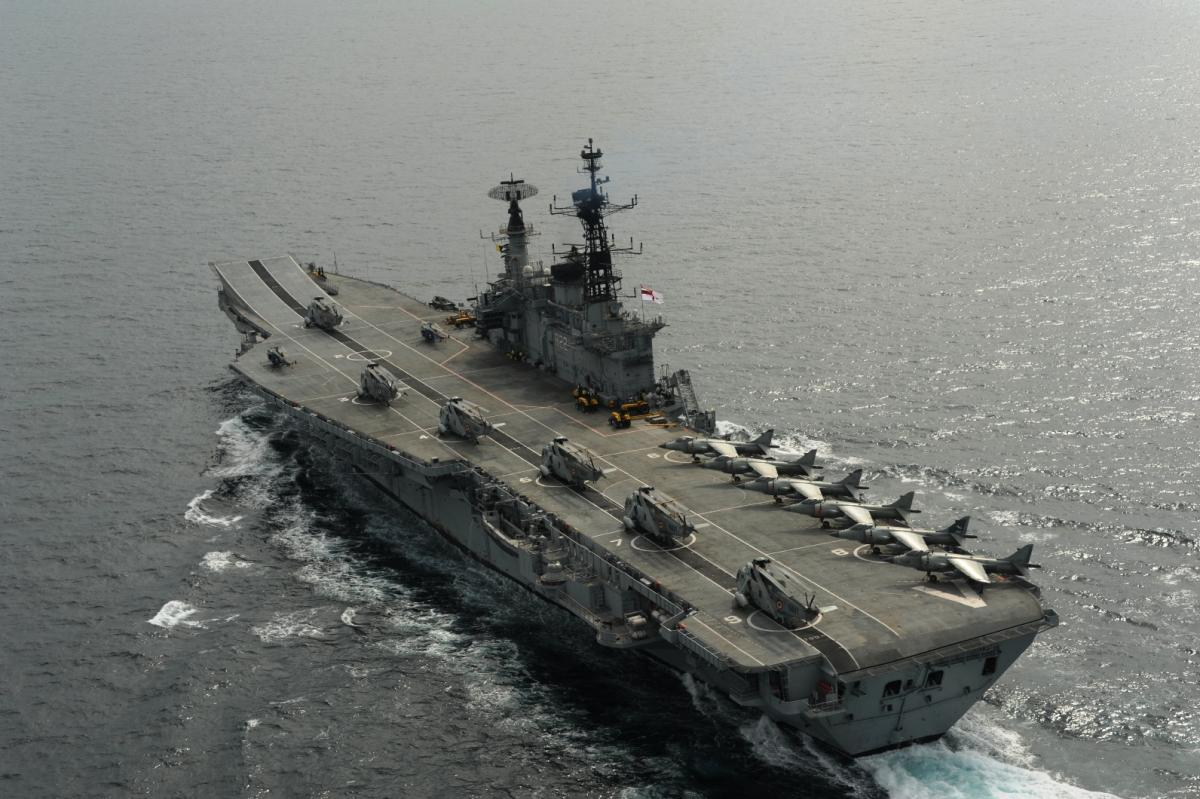
INS Viraat 2016

Die Viraat (R22) war ein Flugzeugträger der Centaur-Klasse, der von 1989 bis 2016 bei der indischen Marine im aktiven Dienst stand. Er wurde im Jahr 1959 als HMS Hermes bei der Royal Navy in Dienst gestellt und 1982 außer Dienst gestellt. Die HMS Hermes wurde unter anderem während des Falklandkrieges eingesetzt.

## Geschichte
Das Schiff wurde im Jahr 1943 als vierter Flugzeugträger der ursprünglich auf acht Einheiten angelegten Centaur-Klasse in Auftrag gegeben und 1944 auf der Werft von Vickers-Armstrong in Barrow-in-Furness auf Kiel gelegt. Ursprünglich sollte es den Namen HMS Elephant tragen. Nach dem Kriegsende 1945 wurde der Bau des Schiffes gestoppt und erst 1952 fortgesetzt. Nachdem man sich dazu entschlossen hatte, die weiteren vier Centaur-Träger nicht fertigzustellen, bekam die Elephant den Traditionsnamen Hermes zugewiesen. Er war ursprünglich für eine der nicht mehr fertiggestellten Einheiten vorgesehen. Nachdem die Hermes 1953 vom Stapel gelaufen war, dauerte es noch sechs Jahre, bis sie im Jahr 1959 als Flaggschiff der britischen Pazifik-Flotte in Dienst gestellt werden konnte. 1971 fand die Umrüstung zum Kommandoschiff der Royal Navy statt. Kurz danach wurden die Startkatapulte entfernt und durch einen Ski-Jump, eine Art Sprungschanze ersetzt, um den Einsatz von Senkrechtstartern auf Flugzeugträgern zu erproben. Nach dem erfolgreichen Abschluss der Tests begann man mit dem Bau eines Nachfolgeschiffes, der Invincible.
1981 entschied sich die Royal Navy zur Außerdienststellung der Hermes. Mit dem Ausbruch des Falklandkrieges wurden diese Pläne jedoch ausgesetzt, und der Flugzeugträger wurde gemeinsam mit der gerade fertiggestellten Invincible in den Südatlantik entsandt. Dort bewies das Schiff seine Leistungsfähigkeit und leistete einen beträchtlichen Beitrag zur Rückeroberung der britischen Kronkolonie. Zwei Jahre später erfolgte dennoch die Außerdienststellung. 1985 wurde mit der Verschrottung des Schiffes begonnen.
1985 unterbreitete Indien der Royal Navy ein Kaufangebot, und die bereits eingeleitete Verschrottung wurde gestoppt. 1986 wurde das Schiff nach Indien überführt und neu ausgestattet. Ein Jahr später wurde sie am 12. Mai 1987 unter dem Namen Viraat wieder in Dienst gestellt. Nach mehreren Zwischenfällen während der ersten Testfahrten, unter anderem einem Brand im Maschinenraum, wurde die Viraat jedoch wieder zurück ins Dock geschleppt, wo sie bis 1994 blieb. Mit der Ausmusterung des zweiten indischen Flugzeugträgers, der Vikrant, ebenfalls ein ehemaliger britischer Flugzeugträger, kehrte die Viraat jedoch wieder in den aktiven Dienst zurück. Von 1999 bis 2000 fand erneut eine größere Lebensverlängerungsmaßnahme statt, bei der unter anderem der Antrieb, die Sensoren, die Waffensysteme und die Kommunikationssysteme grundlegend überholt und erneuert wurden. Seitdem war das Schiff, bis auf einen kleineren Werftaufenthalt im Jahr 2006, im dauerhaften Einsatz und nahm unter anderem an mehreren Manövern mit der Royal Navy teil. Trotz des zuletzt guten Zustandes war ein Ersatz für das inzwischen über 50 Jahre alte Schiff unumgänglich, auch da von den Trägerkampfflugzeugen Sea Harrier nur noch wenige flugfähig waren. Dies hatte der Viraat bereits den Spitznamen One Harrier Carrier eingebracht.
Pläne zum Kauf der britischen Invincible wurden aufgegeben und die Invincible in der Türkei abgewrackt. Stattdessen unterzeichnete Indien 2004 den Kaufvertrag für den russischen Flugdeckkreuzer Admiral Gorschkow. Weil es jedoch beim Umbau der Admiral Gorschkow immer wieder zu größeren Verzögerungen kam, entschied man sich, die Viraat einem erneuten Lebensverlängerungsprogramm zu unterziehen, um deren Dienstzeit bis in das Jahr 2020 ausdehnen zu können. Bis zum August 2009 wurde das Schiff in Mumbai überholt. Dabei wurde vor allem die Antriebsanlage repariert und erneuert. Daneben wurden aber auch Arbeiten an den Waffensystemen und an der Klimaanlage durchgeführt. Nach Abschluss der Arbeiten wurden in Kochi weitere Reparaturen unter der Wasserlinie durchgeführt. Im November 2013 wurde dann die Admiral Gorschkow grundlegend erneuert als Vikramaditya in Dienst gestellt. Weil die indische Marine nun einen zweiten funktionierenden Flugzeugträger besaß, wurde die für 2014 angesetzte Überholung der Viraat abgesagt und bekanntgegeben, das Schiff 2016 außer Dienst zu stellen.
Vom 4. bis zum 8. Februar 2016 nahm die Viraat an der 11. International Fleet Review der indischen Marine teil, die vor Visakhapatnam an der Ostküste Indiens stattfand und an der Schiffe und Boote von 24 Marinen teilnahmen. Am 10. Februar 2016 kehrte die Viraat nach Mumbai zurück und wurde dort aus dem aktiven Dienst genommen. Die Viraat wurde im Juli 2016 auch formell ausgemustert und anschließend ausgeschlachtet. Es existieren Pläne, das Schiff anschließend zu einem Hotel umzubauen und zu einer Touristenattraktion im Bundesstaat Andhra Pradesh zu machen. Von den 30 insgesamt für die Viraat beschafften Harriern befinden sich derzeit noch sechs in einem flugfähigen Zustand. Sie sollen künftig am Flughafen Dabolim zu Trainingszwecken genutzt werden.
Die Viraat war zuletzt der größte aktive STOVL-Flugzeugträger und der älteste noch im aktiven Dienst befindliche Flugzeugträger der Welt.
Das Schiff wurde im Juli 2020 für 385.400.000 Rupien an die Shree Ram Group versteigert, verließ am 19. September 2020 Mumbai und traf am 21. September auf Reede vor Alang ein, wo es am 28. September zum Abbruch gestrandet wurde. Es gab Bemühungen, das Schiff als Museumsschiff zu erhalten, die jedoch scheiterten. Im Februar 2021 ließ Envitech Marine den Rückbau vom Supreme Court of India stoppen, um das Schiff als Museumsschiff zu erhalten. Zu diesem Zeitpunkt war der Rückbau jedoch bereits zu rund 40 Prozent abgeschlossen und nach Aussage der Shree Ram Group sei es unmöglich, das Schiff wieder schwimmfähig zu bekommen.